# پالای رویال
پلی رویال (Palaye Royale ) یک گروه راک کانادایی-آمریکایی از لاس وگاس است که در سال 2008 توسط برادران رمینگتون لیث، سباستین دانزیگ و امرسون برت تشکیل شد.
این بند در ابتدا Kropp Circle نام داشت اما در سال 2011 به Palaye Royale تغییر نام داد  .
1. ↑  "Palaye Royale Bio". Palaye Royal.com. Archived from the original on 16 March 2018. Retrieved 22 January 2018.